# Georg Kossack
Georg Kossack, nemški zgodovinar, predavatelj in akademik, * 25. junij 1923, † 17. oktober 2004.
Kossack je deloval kot redni profesor za prazgodovino in stari vek Univerze v Münchnu in bil dopisni član Slovenske akademije znanosti in umetnosti (od 30. maja 1991).